# Güven Çavuş
Güven Çavuş (Maçka, 23 april 1989) is een Turks voetballer. De aanvaller stond onder contract bij de Nederlandse voetbalclub MVV.
Eerder speelde hij in de jeugd bij CS Mechelen en RC Genk.
Çavuş maakte zijn debuut in het betaalde voetbal op 17 oktober 2008 tegen FC Dordrecht.

## Carrière
| Seizoen   | Club              | Wedstrijden | Doelpunten | Competitie       |
| --------- | ----------------- | ----------- | ---------- | ---------------- |
| 2008/2009 | MVV               | 8           | 2          | Eerste Divisie   |
| 2009/2010 | MVV               | 3           | 0          | Eerste Divisie   |
| 2010/2011 | Eyüpspor          | 8           | 0          | Spor Toto 2. Lig |
| 2010/2011 | Kızılcahamamspor  | 14          | 3          | Spor Toto 2. Lig |
| 2011/2012 | Kızılcahamamspor  | 8           | 1          | Spor Toto 2. Lig |
| 2011/2012 | Keçiörengücü      | 8           | 0          | Spor Toto 3. Lig |
| 2012/2013 | Dessel Sport      | 4           | 0          | Tweede Klasse    |
| 2012/2014 | Batman Petrolspor | 32          | 4          | Spor Toto 3. Lig |
| Totaal    |                   | 85          | 10         |                  |